# Hermano Tavares
Hermano Medeiros Ferreira de Tavares (Patos, 13 de julho de 1941) é um engenheiro brasileiro conhecido pelo seu trabalho como reitor da Universidade Federal do ABC, UFABC (2005-2007), e como reitor da Universidade Estadual de Campinas, Unicamp (1998-2002). Atualmente atual como pesquisador e professor da Faculdade de Engenharia Elétrica e de Computação da Unicamp.

## Carreira
Tavares já atuou como:
- Reitor da Universidade Federal do ABC (UFABC).
- Reitor da Universidade Estadual de Campinas (Unicamp).
- Presidente da Associação de Docentes da Universidade Estadual de Campinas (Unicamp).
- Diretor da Faculdade de Engenharia de Campinas.
- Pesquisador da Telecomunicações de São Paulo (TELESP).
- Pesquisador da Telecomunicações Brasileiras (Telebras).
- Coordenador do Comitê Assessor do Conselho Nacional de Desenvolvimento Científico e Tecnológico (CNPq).
- Coordenador do Conselho Técnico-Científico da Coordenação de Aperfeiçoamento de Pessoal de Nível Superior (CAPES).
- Professor da Universidade de São Paulo (USP), do Instituto Tecnológico de Aeronáutica (ITA), da Universidade Federal da Paraíba (UFPB) e da Universidde Federal de Pernambuco (UFPE).

## Formação
- Graduação (Engenharia eletrônica) - Instituto Tecnológico de Aeronáutica, ITA - 1964.
- Mestrado (Automatique) - Université de Toulouse - 1966.
- Doutorado (Ph.D.) (Engenharia elétrica) - Stanford University - 1968.

## Prêmios
Prêmios nacionais e internacionais já recebidos por Tavares:
- Diploma de Reconocimiento da UDUAL - Unión de Universidades de América Latina, UDUAL - 2001.
- Sócio Honorário da AEAC - Associação de Engenheiros e Arquitetos de Campinas, AEAC - 2000.
- Chevalier dans l´Ordre des Palmes Académiques - Minister of Education, França - 1999.